# ぼっかけ (福岡県)
ぼっかけは、福岡県大野城市の伝統料理。ぼっかけ飯（ぼっかけめし）とも呼ばれる。汁かけ飯の一種である。

## 概要
大野城市の上大利地区に古くから伝わる郷土料理。しかしながら、大野城市はベッドタウンとして市外、県外からの流入も多く大野城市内での認知度は高くない。
鶏肉が貴重だった時代に、親睦の場での料理の〆や来客時の御馳走料理として鶏肉の吸物の汁をご飯にかけたもの。汁をご飯に「ぶっかける」ことから「ぼっかけ」と呼ばれるようになった。

## 大野城鶏ぼっかけ
大野城鶏ぼっかけは、郷土料理のぼっかけを再定義し開発された料理。大野城市商工会認定の推奨品でもある。市の着観光開発プロジェクトの一環としてご当地グルメとして開発された。
大野城市商工会では以下の定義を定めている。
- ぼっかける（ぶっかける）。
- 鶏ガラスープに鶏肉を入れる。
- 野菜などで彩りを添える。

以上の3点を満たしていれば、使用する食材や作り方は自由である。
2013年7月にボランティア団体大野城 鶏ぼっかけ隊が発足し、イベント時のPR活動、大野城鶏ぼっかけ普及のためのポスターやチラシ作成、郷土料理としてのぼっかけの研究と周知を行っている。
大野城市のPRキャラクター（ゆるキャラ）「大野ジョー」の好物として設定されている。